# 256 Walpurga
256 Walpurga eller 1951 VJ är en asteroid i huvudbältet som upptäcktes den 3 april 1886 av den österrikiske astronomen Johann Palisa. Den fick senare namn efter helgonet Valborg som på latin har namnet Walpurgis.
Walpurgas senaste periheliepassage skedde den 26 november 2021. Dess rotationstid har beräknats till 16,66 timmar.